# Anredera cordifolia
La enredadera del mosquito o parra de Madeira (Anredera cordifolia)  es una especie de planta ornamental trepadora suculenta nativa de Sudamérica; es endémica de Argentina, Bolivia, Brasil,  Paraguay, Uruguay.  

## Descripción
La combinación de hojas carnosas y tubérculos aéreos gruesos hacen que sea una muy pesada enredadera.  Sube por árboles y otra vegetación, creciendo fácilmente, y puede quebrar ramas y voltear literalmente a su huésped.
A. cordifolia es una trepadora perennifolia que crece por rizomas carnosos.  Hojas brillantes, verdes, cardiales. Posee masas de fragantes flores, cremosas. La planta se expande vía los tubérculos, que se desprenden muy fácilmente. 
A. cordifolia puede reproducirse a través de la proliferación de tubérculos y también de fragmentos de rizomas, que pueden romperse. Aunque tiene ambas flores macho y hembra, raramente se reproducen sexualmente ni producen semilla. Se expande vegetativamente, y ser transportada por actividades humanas. Si los fragmentos caen a vías acuáticas, son transportadas a nuevos sitios por la corriente.
Ha sido introducida a Europa, África, Australasia y Norteamérica; considerándose una especie invasora en muchas áreas tropicales.

## Usos
- Planta ornamental
- Tubérculos y hojas hervidas comestibles (sabor de espinaca)
- Medicina popular, el agua del tubérculo aéreo y partes subterráneas se bebe: antitos (antitusivo/antitusígeno), externamente en casos de oftalmias; para envolver fracturas de huesos: se prepara una masa con  tubérculos molidos, fritos en grasa y cubiertos con lana de oveja
- Tradicionalmente utilizada como "antidiabético", hipoglucemiante y antioxidante.

## Taxonomía
Anredera cordifolia fue descrita por (Ten.) Steenis y publicado en Botanical Magazine 51(607): 658. 1937.
Anredera: nombre genérico que Umberto Quattrocchi dice que, "Posiblemente deriva de la palabra en español enredadera".
cordifolia: epíteto latino que significa "con forma de corazón".
Sinonimia
- Anredera cordifolia subsp. gracilis (Miers) Xifreda & Argimón
- Boussingaultia cordata Spreng.
- Boussingaultia cordifolia Ten.
- Boussingaultia cordifolia (Moq.) Volkens
- Boussingaultia gracilis Miers
- Boussingaultia gracilis f. pseudobaselloides Hauman
- Boussingaultia gracilis var. pseudobaselloides (Hauman) L.H.Bailey	[4][5]

## Nombres comunes
- Brotal, enredadera del mosquito, enredadera papa, parra de Madeira, zarza, papilla, Soldaconsolda.